# Mesopsera
Mesopsera is een geslacht van rechtvleugeligen uit de familie veldsprinkhanen (Acrididae). De wetenschappelijke naam van dit geslacht is voor het eerst geldig gepubliceerd in 1908 door Bolívar.

## Soorten
Het geslacht Mesopsera  is monotypisch en omvat slechts de volgende soort:
- Mesopsera filum (Bolívar, 1890)